# Thelypteris kusukusensis
Thelypteris kusukusensis là một loài dương xỉ trong họ Thelypteridaceae. Loài này được Hayata C.M. Kuo mô tả khoa học đầu tiên năm 1985.